# Film sulla seconda guerra mondiale
Questa lista è suscettibile di variazioni e potrebbe essere incompleta o non aggiornata.

Lista di film sulla seconda guerra mondiale e sulla Shoah.

## Teatri

### Atlantico e Nordamerica
- Indietro non si torna (Escape to Glory), regia di John Brahm (1940)
- L'incrociatore Dresda (Ein Robinson), regia di Arnold Fanck (1940)
- Lungo viaggio di ritorno (The Long Voyage Home), regia di John Ford (1940)
- Arditi dell'oceano (U-Boote Westwarts), regia di Günther Rittau (1941)
- Gli invasori (49th Parallel), regia di Michael Powell (1941)
- Segnali nella nebbia (Convoy), regia di Penn Tennyson (1941)
- La marina è vittoriosa (The Navy Comes Through), regia di A. Edward Sutherland (1942)
- Sabotatori (Saboteur), regia di Alfred Hitchcock (1942)
- Un americano qualunque (Joe Smith, American), regia di Richard Thorpe (1942)
- Agguato sul fondo (Crash Dive), regia di Archie Mayo (1943)
- Convoglio verso l'ignoto (Action in the North Atlantic), regia di Lloyd Bacon (1943)
- Corvetta K-225 (Corvette K-225), regia di Richard Rosson e Howard Hawks (1943)
- Happy Land, regia di Irving Pichel (1943)
- Incontro nel buio (They Met in the Dark), regia di Karel Lamač (1943)
- L'isola di nessuno (Submarine Base), regia di Albert H. Kelley (1943)
- L'ostaggio (Northern Pursuit), regia di Raoul Walsh (1943)
- La commedia umana (The Human Comedy), regia di Clarence Brown (1943)
- La tigre del mare (We Dive at Dawn), regia di Anthony Asquith (1943)
- Naufragio (San Demetrio London), regia di Charles Frend (1943)
- Comando segreto (Secret Command), regia di A. Edward Sutherland (1944)
- Prigionieri dell'oceano (Lifeboat), regia di Alfred Hitchcock (1944)
- Femmine del mare (Rough, Tough and Ready), regia di Del Lord (1945)
- Incontro nei cieli (You Came Along), regia di John Farrow (1945)
- La casa della 92ª strada (The House on 92nd St.), regia di Henry Hathaway (1945)
- Il sottomarino fantasma (Mystery Submarine), regia di Douglas Sirk (1950)
- Il vascello misterioso (Sealed Cargo), regia di Alfred L. Werker (1951)
- Mare crudele (The Cruel Sea), regia di Charles Frend (1953)
- Gli amanti dei 5 mari (The Sea Chase), regia di John Farrow (1955)
- Sopra di noi il mare (Above Us the Waves), regia di Ralph Thomas (1955)
- La battaglia di Rio della Plata (The Battle of the River Plate), regia di Michael Powell e Emeric Pressburger (1956)
- Duello nell'Atlantico (The Enemy Below), regia di Dick Powell (1957)
- La chiave (The Key), regia di Carol Reed (1958)
- Uno sconosciuto nella mia vita (A Stranger in My Arms), regia di Helmut Käutner (1959)
- Affondate la Bismarck! (Sink the Bismarck!), regia di Lewis Gilbert (1960)
- Sotto dieci bandiere, regia di Duilio Coletti (1960)
- Sfida negli abissi (Submarine X-1), regia di William A. Graham (1968)
- L'uomo che venne dal nord (Murphy's War), regia di Peter Yates (1971)
- Quell'estate del '42 (Summer of '42), regia di Robert Mulligan (1971)
- Il Goliath attende (Goliath Awaits), regia di Kevin Connor - miniserie TV (1981)
- U-Boot 96 (Das Boot), regia di Wolfgang Petersen (1981)
- Storia di un soldato (A Soldier's Story), regia di Norman Jewison (1984)
- Eroe per un giorno (The Incident), regia di Joseph Sargent (1990)
- Cancellate Washington! (Tides of War), regia di Nello Rossati (1990)
- Ragazze vincenti (A League of Their Own), regia di Penny Marshall (1992)
- L'ultimo U-Boot (Das letze U-Boot), regia di Frank Beyer (1993)
- Confessione finale (Mother Night), regia di Keith Gordon (1996)
- U-571, regia di Jonathan Mostow (2000)
- Below, regia di David Twohy (2002)
- U-429 - Senza via di fuga (In Enemy Hands), regia di Tony Giglio (2005)
- L'affondamento del Laconia (The Sinking of the Laconia), regia di Uwe Janson - miniserie TV (2011)
- Mudbound, regia di Dee Rees (2017)
- Das Boot, registi vari - serie tv (2018-2023)
- Greyhound - Il nemico invisibile (Greyhound), regia di Aaron Schneider (2020)
- American Traitor: The Trial of Axis Sally, regia di Michael Polish (2021)

### Pacifico
- Bombardieri in picchiata (Dive Bomber), regia di Michael Curtiz (1941)
- Agguato ai tropici (Across the Pacific), regia di John Huston (1942)
- Forzate il blocco (Stand by for Action), regia di Robert Z. Leonard (1942)
- L'isola della gloria (Wake Island), regia di John Farrow (1942)
- I falchi di Rangoon (Flying Tigers), regia di David Miller (1942)
- Il mistero di Burma (Bombs Over Burma), regia di Joseph H. Lewis (1942)
- Moyuru ōzora, regia di Yutaka Abe, (1940)
- Incontro a Bataan (Somewhere I'll Find You), regia di Wesley Ruggles (1942)
- L'isola maledetta (Prisoner of Japan), regia di Arthur Ripley (1942)
- Ragazza cinese (China Girl), regia di Henry Hathaway (1942)
- Sono un disertore (This above All), regia di Anatole Litvak (1942)
- Sparvieri di fuoco (Thunder Birds), regia di William A. Wellman (1942)
- Verso le coste di Tripoli (To the Shores of Tripoli), regia di H. Bruce Humberstone (1942)
- 19º stormo bombardieri (Bombardier), regia di Richard Wallace & Lambert Hillyer (1943)
- Aquile sul Pacifico (Flight for Freedom), regia di Lothar Mendes (1943)
- Arcipelago in fiamme (Air Force), regia di Howard Hawks (1943)
- Bataan, regia di Tay Garnett (1943)
- Cina (China), regia di John Farrow (1943)
- Corregidor - Amore e morte a Corregidor (Corregidor), regia di William Nigh (1943)
- Destinazione Tokio (Destination Tokyo), regia di Delmer Daves (1943)
- Guadalcanal (Guadalcanal Diary), regia di Lewis Seiler (1943)
- Gung Ho!, regia di Ray Enright (1943)
- Il difensore di Manila (Salute to the Marines), regia di Sylvan Simon (1943)
- Non siamo mai stati vinti (We've never Been Licked), regia di John Rawlins (1943)
- Sorelle in armi (So Proudly We Hail!), regia di Mark Sandrich (1943)
- A Yank in Australia, regia di Alfred J. Goulding (1944)
- Acque del sud (To Have and Have Not), regia di Howard Hawks (1944)
- Acque scure (Dark Waters), regia di André De Toth (1944)
- Cinque maniere di amare (Ladies Courageous), regia di John Rawlins (1944)
- I conquistatori dei sette mari (The Fighting Seabees), regia di Edward Ludwig (1944)
- La famiglia Sullivan (The Fighting Sullivans), regia di Lloyd Bacon (1944)
- La nave senza nome (Wing and a Prayer), regia di Henry Hathaway (1944)
- La storia del dottor Wassell (The Story of Dr. Wassell), regia di Cecil B. DeMille (1944)
- L'azione continua (Marine Raiders), regia di Harold D. Schuster (1944)
- Missione segreta (Thirty Seconds Over Tokyo), regia di Mervyn LeRoy (1944)
- Prigionieri di Satana (The Purple Heart), regia di Lewis Milestone (1944)
- Lo spirito più elevato (一番美しく?, Ichiban utsukushiku), regia di Akira Kurosawa (1944)
- The Eve of St. Mark, regia di John M. Stahl (1944)
- Vittoria alata (Winged Victory), regia di George Cukor (1944)
- C'è sempre un domani (Pride of the Marines), regia di Delmer Daves (1945)
- I falchi del fiume giallo (China Sky), regia di Ray Enright (1945)
- Le tigri della Birmania (God Is My Co-Pilot), regia di Robert Florey (1945)
- Obiettivo Burma! (Objective, Burma!), regia di Raoul Walsh (1945)
- I sacrificati (They Were Expendable), regia di John Ford e Robert Montgomery (1945)
- Gli eroi del Pacifico (Back to Bataan), regia di Edward Dmytryk (1945)
- L'isola sulla montagna (High Barbaree), regia di Jack Conway (1947)
- La morte è discesa a Hiroshima (The Beginning or the End), regia di Norman Taurog (1947)
- Accidenti alla guerra!..., regia di Giorgio Simonelli (1948)
- Gli uomini sono nemici, regia di Ettore Giannini (1948)
- La grande strada - L'odissea di Montecassino, regia di Michał Waszyński e Vittorio Cottafavi (1948)
- Aquile dal mare (Task Force), regia di Delmer Daves (1949)
- Iwo Jima, deserto di fuoco (Sands of Iwo Jima), regia di Allan Dwan (1949)
- Malesia (Malaya), regia di Richard Thorpe (1949)
- Nae gohyang (내 고향), regia di Kang Hong-sik (1949)
- Odio (Home of the Brave), regia di Mark Robson (1949)
- ... e la vita continua (Three Came Home), regia di Jean Negulesco (1950)
- Bill sei grande! (When Willie Comes Marching Home), regia di John Ford (1950)
- Francis, il mulo parlante (Francis), regia di Arthur Lubin (1950)
- I guerriglieri delle Filippine (American Guerrilla in the Philippines), regia di Fritz Lang (1950)
- Ero una spia americana (I Was an American Spy), regia di Lesley Selander (1951)
- I diavoli alati (Flying Leathernecks), regia di Nicholas Ray (1951)
- Il comandante Johnny (You're in the Navy Now), regia di Henry Hathaway (1951)
- La legge del mare (Fighting Coast Guard), regia di Joseph Kane (1951)
- Le rane del mare (The Frogmen), regia di Lloyd Bacon (1951)
- Nagasaki (The Wild Blue Yonder), regia di Allan Dwan (1951)
- Okinawa (Halls of Montezuma), regia di Lewis Milestone (1951)
- Lo squalo tonante (Operation Pacific), regia di George Waggner (1951)
- Squali d'acciaio (Submarine Command), regia di John Farrow (1951)
- Il prezzo del dovere (Above and Beyond), regia di Melvin Frank (1952)
- Immersione rapida (Torpedo Alley), regia di Lew Landers (1952)
- Avventura in Cina (China Venture), regia di Don Siegel (1953)
- Da qui all'eternità (From Here to Eternity), regia di Fred Zinnemann (1953)
- Destinazione Mongolia (Destination Gobi), regia di Robert Wise (1953)
- L'isola della donna contesa (The Saga of Anatahan), regia di Josef von Sternberg (1953)
- Operazione Kamikaze (Taiheyo no washi), regia di Ishirô Honda (1953)
- L'ammutinamento del Caine (The Caine Mutiny), regia di Edward Dmytryk (1954)
- Missione suicidio (Beachhead), regia di Stuart Heisler (1954)
- Pianura rossa (The Purple Plain), regia di Robert Parrish (1954)
- Bandiera di combattimento (The Eternal Sea), regia di John H. Auer (1955)
- La nave matta di Mister Roberts (Mister Roberts), regia di John Ford (1955)
- Prima dell'uragano (Battle Cry), regia di Raoul Walsh (1955)
- I diavoli del Pacifico (Between Heaven and Hell), regia di Richard Fleischer (1956)
- L'arpa birmana (ビルマの竪琴?, Biruma no tategoto), regia di Kon Ichikawa (1956)
- La mia vita comincia in Malesia (A Town Like Alice), regia di Jack Lee (1956)
- Scialuppe a mare (Away all boats), regia di Joseph Pevney (1956)
- Posto di combattimento (Battle Stations), regia di Lewis Seiler (1956)
- Il ponte sul fiume Kwai (The Bridge on the River Kwai), regia di David Lean (1957)
- Le ali delle aquile (The Wing of Eagles), regia di John Ford (1957)
- Le pantere dei mari (Hellcats of the Navy), regia di Nathan Juran (1957)
- Acque profonde (The Deep Six), regia di Rudolph Maté (1958)
- Il fantasma dei mari della Cina (Ghost of the China Sea), regia di Fred F. Sears (1958)
- Il nudo e il morto (The Naked and the Dead), regia di Rudolph Maté (1958)
- Inferno sul fondo (Torpedo Run), regia di Joseph Pevney (1958)
- Mare caldo (Run Silent, Run Deep), regia di Robert Wise (1958)
- Fuochi nella pianura (Nobi), regia di Kon Ichikawa (1959)
- Guadalcanal ora zero (The Gallant Hours), regia di Robert Montgomery (1959)
- La battaglia del Mar dei Coralli (Battle of the Coral Sea), regia di Paul Wendkos (1959)
- Operazione sottoveste (Operation Petticoat), regia di Blake Edwards (1959)
- Quota periscopio (Up periscope), regia di Gordon Douglas (1959)
- Sacro e Profano (Never So Few), regia di John Sturges (1959)
- All'inferno per l'eternità (Hell to Eternity), regia di Phil Karlson (1960)
- Battle of Blood Island, regia di Joel Rapp (1960)
- La nave più scassata... dell'esercito (The Wackiest Ship in the Army), regia di Richard Murphy (1960)
- Tempesta sulla Cina (The Mountain Road), regia di Daniel Mann (1960)
- 8 dicembre 1941, Tokio ordina: distruggete Pearl Harbor (Hawai Middowei daikaikûsen: Taiheiyô no arashi), regia di Shuei Matsubayashi (1960)
- Battaglia sulla spiaggia insanguinata (Battle at Bloody Beach), regia di Herbert Coleman (1961)
- I guerriglieri dell'arcipelago (The Steel Claw), regia di George Montgomery (1961)
- L'urlo della battaglia (Merrill's Marauders), regia di Samuel Fuller (1962)
- PT 109 - Posto di combattimento! (PT 109), regia di Leslie H. Martinson (1963)
- Il gran lupo chiama (Father Goose), regia di Ralph Nelson (1964)
- La sottile linea rossa (The Thin Red Line), regia di Andrew Marton (1964)
- Tra due fuochi (The Man in the Middle), regia di Guy Hamilton (1964)
- I morituri (Morituri), regia di Bernhard Wicki (1965)
- Nuda per un pugno di eroi (赤い天使?, Akai tenshi), regia di Yasuzō Masumura (1965)
- Prima vittoria (In Harm's Way), regia di Otto Preminger (1965)
- Qualcuno da odiare (King Rat), regia di Bryan Forbes (1965)
- La tua pelle o la mia (None But the Brave), regia di Frank Sinatra (1965)
- Marines: sangue e gloria (Ambush Bay), regia di Ron Wibston (1966)
- Spiaggia rossa (Beach Red), regia di Cornel Wilde (1967)
- Duello nel Pacifico (Hell in the Pacific), regia di John Boorman (1968)
- La guerra privata del sergente O'Farrell (The Private Navy of Sgt. O'Farrell), regia di Frank Tashlin (1968)
- La pattuglia dei 7 (The Long and the Short and the Tall), regia di Leslie Norman (1968)
- 36 ore all'inferno, regia di Roberto Bianchi Montero (1969)
- Il capitano di lungo... sorso (The Extraordinary Seaman), regia di John Frankenheimer (1969)
- Un posto all'inferno, regia di Giuseppe Vari (1969)
- Non è più tempo d'eroi (Too Late the Hero), regia di Robert Aldrich (1970)
- Tora! Tora! Tora!, regia di Richard Fleischer, Toshio Masuda e Kinji Fukasaku (1970)
- Lady Kung Fu (He qi dao), regia di Huang Feng (1972)
- Sotto la bandiera del Sol Levante (軍旗はためく下に), regia di Kinji Fukasaku (1972)
- La battaglia di Midway (Midway), regia di Jack Smight (1976)
- Caccia Zero - Terrore del Pacifico (Ozora No Samurai), regia di Seiji Maruyama (1977)
- MacArthur il generale ribelle (MacArthur), regia di Joseph Sargent (1977)
- 1941 - Allarme a Hollywood (1941), regia di Steven Spielberg (1979)
- Enola Gay, regia di David Lowell Rich (1980)
- L'oca selvaggia colpisce ancora (The Sea Wolves), regia di Andrew V. McLaglen (1980)
- Z-Men (Attack Force Z), regia di Tim Burstall (1981)
- Furyo (Merry Christmas Mr. Lawrence), regia di Nagisa Ōshima (1983)
- Death of a Soldier, regia di Philippe Mora (1986)
- L'impero del sole (Empire of the Sun), regia di Steven Spielberg (1987)
- Hei tai yang 731, regia di Tun Fei Mou (1988)
- Il ritorno dal fiume Kwai (Return from the River Kwai), regia di Andrew V. McLaglen (1988)
- Addio al re (Farewell to the King), regia di John Milius (1989)
- L'ombra di mille soli (Fat Man and Little Boy-Shadow Makers), regia di Roland Joffé (1989)
- Giuramento di sangue (Blood Oath), regia di Stephen Wallace (1990)
- Hiroshima, regia di Koreyoshi Kurahara e Roger Spottiswoode (1995)
- Paradise Road, regia di Bruce Beresford (1997)
- La sottile linea rossa (The Thin Red Line), regia di Terrence Malick (1998)
- Pearl Harbor, regia di Michael Bay (2001)
- Fight for Freedom (To End All Wars), regia di David L. Cunningham (2001)
- Windtalkers, regia di John Woo (2002)
- Otoko-tachi no Yamato, regia di Junya Satō (2005)
- The Great Raid - Un pugno di eroi (The Great Raid), regia di John Dahl (2005)
- Flags of Our Fathers, regia di Clint Eastwood (2006)
- Lettere da Iwo Jima (Letters from Iwo Jima), regia di Clint Eastwood (2006)
- Australia, regia di Baz Luhrmann (2008)
- The Pacific, regia di Steven Spielberg e Tom Hanks (2010)
- Emperor, regia di Peter Webber (2012)
- Le due vie del destino - The Railway Man (The Railway Man), regia di Jonathan Teplitzky (2013)
- Eien no Zero (永遠の0?), regia di Takashi Yamazaki (2013)
- Unbroken, regia di Angelina Jolie (2014)
- La battaglia di Hacksaw Ridge (Hacksaw Ridge), regia di Mel Gibson (2016)
- Sulle ali delle aquile (On Wings of Eagles), regia di Stephen Shin e Michael Parker (2016)
- Tigri all'assalto (Tie dao fei hu), regia di Ding Sheng (2016)
- USS Indianapolis, regia di Mario Van Peebles (2016)
- Era mio nemico (The Chinese Widow), regia di Bille August (2017)
- The Bombing - La battaglia di Chongqing (Air Strike), regia di Xiao Feng (2018)
- Dauntless: La battaglia di Midway (The Battle of Midway), regia di Mike Phillips (2019)
- Saturday Fiction (蘭心大劇院T, 兰心大剧院S), regia di Lou Ye (2019)
- Midway, regia di Roland Emmerich (2019)
- Spy no tsuma (スパイの妻), regia di Kiyoshi Kurosawa (2020)
- Onoda - 10.000 notti nella giungla (Onoda, 10 000 nuits dans la jungle), regia di Arthur Harari (2021)

### Europa, Italia e Mediterraneo
- Contrabbando (Contraband), regia di Michael Powell (1940)
- Il prigioniero di Amsterdam (Foreign Correspondent), regia di Alfred Hitchcock (1940)
- Lascia fare a Giorgio (Let George Do It), regia di Marcel Varnel (1940)
- Four Sons, regia di Archie Mayo (1940)
- Kora Terry, regia di Werner Jacobs (1940)
- Women in War, regia di John H. Auer (1940)
- Aquile d'acciaio (Stukas), regia di Karl Ritter (1941)
- Confirm or Deny, regia di Archie Mayo e Fritz Lang (1941)
- Così finisce la nostra notte (So Ends Our Night), regia di John Cromwell (1941)
- Dangerous Moonlight, regia di Brian Desmond Hurst (1941)
- Duello mortale (Man Hunt), regia di Fritz Lang (1941)
- Il Mio Avventuriero (A Yank in the Raf), regia di Henry King (1941)
- La nave bianca, regia di Francesco De Robertis e Roberto Rossellini (1941)
- La Primula Smith ("Pimpernel" Smith), regia di Leslie Howard (1941)
- La squadriglia Lützow (Kampfgeschwader Lützow), regia di Hans Bertram (1941)
- Nemici (Feinde), regia di Viktor Tourjansky (1941)
- Morskoj jastreb (Морской ястреб), regia di Vladimir Aleksandrovič Braun (1941)
- Otto giorni di vita (They Dare Not Love), regia di James Whale (1941)
- Ship with Wings, regia di Sergei Nolbandov (1941)
- Un pazzo va alla guerra (Caught in the Draft), regia di David Butler (1941)
- Uomini sul fondo, regia di Francesco De Robertis (1941)
- Alfa Tau!, regia di Francesco De Robertis (1942)
- Audace avventura (The Foreman Went to France). regia di Charles Frend (1942)
- Eroi del mare (In Which We Serve), regia di Noël Coward e David Lean (1942)
- Fuggiamo insieme (Once Upon a Honeymoon), regia di Leo McCarey (1942)
- I 3 aquilotti, regia di Mario Mattoli (1942)
- Il primo dei pochi (The First of Few), regia di Leslie Howard (1942)
- Impresa eroica (They Raid by Night), regia di Spencer Gordon Bennett (1942)
- Journey for Margaret, regia di W. S. Van Dyke (1942)
- L'avventura impossibile (Desperate Journey), regia di Raoul Walsh (1942)
- L'ora del destino (Joan of Paris), regia di Robert Stevenson (1942)
- La grande fiamma (Reunion in France), regia di Jules Dassin (1942)
- La signora Miniver (Mrs. Miniver), regia di William Wyler (1942)
- M.A.S., regia di Romolo Marcellini (1942)
- Occhi nella notte (Eyes in the Night), regia di Fred Zinnemann (1942)
- Odessa in fiamme, regia di Carmine Gallone (1942)
- Quelli della montagna, regia di Aldo Vergano (1942)
- Sesso gentile (The Gentle Sex), regia di Adrian Brunel (1942)
- The Wife Takes a Flyer, regia di Richard Wallace (1942)
- Un pilota ritorna, regia di Roberto Rossellini (1942)
- Uomini nella tempesta (Menschen im Sturm), regia di Fritz Peter Buch (1942)
- Uragano all'alba (The Commandos Strike at Dawn), regia di John Farrow (1942)
- Vogliamo vivere! (To Be or Not to Be), regia di Ernst Lubitsch (1942)
- Volo senza ritorno (One of Our Aircraft Is Missing), regia di Michael Powell e Emeric Pressburger (1942)
- Al di sopra di ogni sospetto (Above Suspicion), regia di Richard Thorpe (1943)
- Anche i boia muoiono (Hangmen also die), regia di Fritz Lang (1943)
- Aspettami (Жди меня), regia di Boris Ivanov e Aleksandr Borisovič Stoller (1943)
- Front (Фронт), regia di Georgij Vasil'ev e Sergej Dmitrievič Vasil'ev (1943)
- Fuoco a oriente (The North Star), regia di Lewis Milestone (1943)
- Gente dell'aria, regia di Esodo Pratelli (1943)
- Gli incendi cominciarono (Fires Were Started), regia di Humphrey Jennings (1943)
- Hostages, regia di Frank Tuttle (1943)
- I due combattenti (Два бойца), regia di Leonid Lukov (1943)
- I trecento della Settima, regia di Mario Baffico (1943)
- Il pazzo di Hitler (Hitler's Madman), regia di Douglas Sirk (1943)
- Il treno crociato, regia di Carlo Campogalliani (1943)
- In nome della patria (Во имя Родины), regia di Vsevolod Illarionovič Pudovkin e Dmitrij Ivanovič Vasil'ev (1943)
- Joe il pilota (A Guy Named Joe), regia di Victor Fleming (1943)
- La bandiera sventola ancora (Edge of Darkness), regia di Lewis Milestone (1943)
- La battaglia d'Inghilterra (The Battle of Britain), regia di Anthony Veiller (1943)
- La croce di Lorena (The Cross of Lorraine), regia di Tay Garnett (1943)
- La flotta d'argento (The Silver Fleet), regia di Vernon Sewell e Gordon Wellesley (1943)
- La luna è tramontata (The Moon Is Down), regia di Irving Pichel (1943)
- La tigre del mare (We Dive at Dawn), regia di Anthony Asquith (1943)
- Le spie (Background to Danger), regia di Raoul Walsh (1943)
- L'uomo dalla croce, regia di Roberto Rossellini (1943)
- Marinai senza stelle, regia di Francesco De Robertis (1943)
- Mission to Moscow, regia di Michael Curtiz (1943)
- Missione eroica (The Flemish Farm), regia di Jeffrey F. Dell (1943)
- Ombre sul mare (Destroyer), regia di William A. Seiter (1943)
- Per sempre e un giorno ancora (Forever and a Day), regia di Edmund Goulding, Cedric Hardwicke, Frank Lloyd, Victor Saville, Robert Stevenson, Herbert Wilcox e René Clair (1943)
- Quando il giorno verrà (Watch on the Rhine), regia di Herman Shumlin e Hal Mohr (1943)
- Questa terra è mia (This Land Is Mine), regia di Jean Renoir (1943)
- Sesso gentile (The Gentle Sex), regia di Leslie Howard (1943)
- Spie fra le eliche, regia di Ignazio Ferronetti (1943)
- Supremo sacrificio (First Comes Courage), regia di Dorothy Arzner (1943)
- Terrore sul Mar Nero (Journey into Fear), regia di Norman Foster (1943)
- The Boy from Stalingrad, regia di Sidney Salkow e Tay Garnett (1943)
- Undercover, regia di Sergei Nolbandov (1943)
- Uomini e cieli, regia di Francesco De Robertis (1943)
- Aeroporto, regia di Piero Costa (1944)
- Alle sei di sera dopo la guerra (V sciest' ciasov vievieira posle voiny), regia di Ivan Pyriev (1944)
- Arcobaleno (Raduga), regia di Mark Donskoj (1944)
- Bombe su Varsavia (In Our Time), regia di Vincent Sherman (1944)
- Comando segreto (Secret Command), regia di A. Edward Sutherland (1944)
- I cospiratori (The Conspirators), regia di Jean Negulesco (1944)
- Il giuramento dei forzati (Passage to Marseille), regia di Michael Curtiz (1944)
- Il prigioniero del terrore (Ministry of Fear), regia di Fritz Lang (1944)
- Il Volontario (The Volunteer), regia di Michael Powell e Emeric Pressburger (1944)
- La famiglia Gibbon (This Happy Breed), regia di David Lean (1944)
- La settima croce (The Seventh Cross), regia di Fred Zinnemann (1944)
- Nessuno sfuggirà (None Shall Escape), regia di André De Toth (1944)
- Salute to France (Salut à la France), regia di Jean Renoir e Garson Kanin (1944)
- Song of Russia, regia di Gregory Ratoff (1944)
- Squadriglia bianca, regia di Ion Sava (1944)
- Tamara figlia della steppa (Days of Glory), regia di Jacques Tourneur (1944)
- Traditori (The Master Race), regia di Herbert Biberman (1944)
- Tre giorni di gloria (Uncertain Glory), regia di Raoul Walsh (1944)
- Vivere ancora, regia di Francesco De Robertis (1944)
- A Parigi nell'ombra (Paris Underground), regia di Gregory Ratoff (1945)
- Al caporale piacciono le bionde (What Next, Corporal Hargrove?), regia di Richard Thorpe (1945)
- Berlino Hotel (Hotel Berlin), regia di Peter Godfrey (1945)
- Capitano Eddie (Captain Eddie), regia di Lloyd Bacon (1945)
- Contrattacco (Counter-Attack), regia di Zoltán Korda (1945)
- I campi scarlatti (De Rode enge), regia di Bodil Ipsen (1945)
- I forzati della gloria (Story of G.I. Joe), regia di William A. Wellman (1945)
- Il figlio di Lassie (Son of Lassie), regia di Sylvan Simon (1945)
- L'ultima speranza (Die letzte Chance), regia di Leopold Lindtberg (1945)
- La grande svolta (Великий перелом' ), regia di Fridrich Ėrmler (1945)
- Roma città aperta, regia di Roberto Rossellini (1945)
- Salerno, ora X (A Walk in the Sun), regia di Lewis Milestone (1945)
- The Way to the Stars, regia di Anthony Asquith (1945)
- Una campana per Adano (A Bell for Adano), regia di Henry King (1945)
- Agente nemico (I See a Dark Stranger), regia di Frank Launder (1946)
- Eroi nell'ombra (O.S.S.), regia di Irving Pichel (1946)
- Eroi senza armi (Le Père tranquille), regia di René Clément (1946)
- Il coraggio di Lassie (Courage of Lassie), regia di Fred McLeod Wilcox (1946)
- Il sole sorge ancora, regia di Aldo Vergano (1946)
- Les Clandestins, regia di André Chotin (1946)
- L'inferno degli uomini del cielo (Theirs is the Glory), regia di Brian Desmond Hurst e Terence Young (1946)
- Lo sconosciuto di San Marino. regia di Michał Waszyński (1946)
- Maschere e pugnali (Cloak and Dagger), regia di Fritz Lang (1946)
- Mentre Parigi dorme (Les Portes de la nuit), regia di Marcel Carné (1946)
- Messaggio speciale (Un ami viendra ce soir), regia di Raymond Bernard (1946)
- Montecassino, regia di Arturo Gemmiti (1946)
- O sole mio, regia di Giacomo Gentilomo (1946)
- Operazione Apfelkern (La bataille du rail), regia di René Clément (1946)
- Paisà, regia di Roberto Rossellini (1946)
- Scala al paradiso (A Matter of Life and Death), regia di Michael Powell (1946)
- Un americano in vacanza, regia di Luigi Zampa (1946)
- Un giorno nella vita, regia di Alessandro Blasetti (1946)
- Un uomo ritorna, regia di Max Neufeld (1946)
- Uomini senz'ali (Muži bez křídel), regia di František Čáp (1946)
- I maledetti (Les Maudits), regia di René Clément (1947)
- Il 13 non risponde (13 Rue Madeleine), regia di Henry Hathaway (1947)
- Il silenzio del mare (Le Silence de la mer), regia di Jean-Pierre Melville (1947)
- La battaglia per la bomba atomica (La bataille de l'eau lourde), regia di Titus Vibe-Müller (1947)
- Natale al campo 119, regia di Pietro Francisci (1947)
- Vivere in pace, regia di Luigi Zampa (1947)
- Anni difficili, regia di Luigi Zampa (1948)
- Arco di trionfo (Arch of Triumph), regia di Lewis Milestone (1948)
- Atto di violenza (Act of Violence), regia di Fred Zinnemann (1948)
- Falchi in picchiata (Fighter Squadron), regia di Raoul Walsh (1948)
- Fantasmi del mare, regia di Francesco De Robertis (1948)
- Germania anno zero, regia di Roberto Rossellini (1948)
- Il treno ferma a Berlino (Berlin Express), regia di Jacques Tourneur (1948)
- La giovane guardia (Молодая гвардия), regia di Sergej Apollinarievič Gerasimov (1948)
- La legione dei condannati (Rogues' Regiment), regia di Robert Florey (1948)
- Manon, regia di Henri-Georges Clouzot (1948)
- Odissea tragica (The Search), regia di Fred Zinnemann (1948)
- Senza pietà, regia di Alberto Lattuada (1948)
- Suprema decisione (Command Decision), regia di Sam Wood (1948)
- Bastogne (Battleground), regia di William A. Wellman (1949)
- Cielo di fuoco (Twelve O'Clock High), regia di Henry King (1949)
- Ero uno sposo di guerra (I Was a Male War Bride), regia di Howard Hawks (1949)
- Incontro sull'Elba (Встреча на Эльбе). regia di Grigorij Vasil'evič Aleksandrov (1949)
- I ragazzi del retrobottega (The Small Back Room), regia di Michael Powell & Emeric Pressburger (1949)
- La battaglia di Stalingrado (Stalingradskaya bitva I,II), regia di Vladimir Petrov (1949)
- La caduta di Berlino (Падение Берлина), regia di Michail Čiaureli (1949)
- La fiamma che non si spegne, regia di Vittorio Cottafavi (1949)
- La montagna di cristallo (The Glass Mountain), regia di Henry Cass (1949)
- Il silenzio del mare (Le Silence de la mer), regia di Jean-Pierre Melville (1949)
- Bill sei grande! (When Willie Comes Marching Home), regia di John Ford (1950)
- Campo 111 (The Wooden Horse), regia di Jack Lee (1950)
- Il cielo è rosso, regia di Claudio Gora (1950)
- Normandia (Breakthrough), regia di Lewis Seiler (1950)
- They Were Not Divided, regia di Terence Young (1950)
- Uomini coraggiosi (Смелые люди), regia di Konstantin Yudin (1950)
- Abbiamo vinto!, regia di Robert Adolf Stemmle (1951)
- Arrivano i carri armati (The Tanks Are Coming), regia di Lewis Seiler (1951)
- Achtung! Banditi!, regia di Carlo Lizzani (1951)
- Allo sbaraglio (Go for Broke), regia di Robert Pirosh (1951)
- I dannati (Decision Before Dawn), regia di Anatole Litvak (1951)
- Il Cristo proibito, regia di Curzio Malaparte (1951)
- L'uomo perduto (Der Verlorene), regia di Peter Lorre (1951)
- Stringimi forte tra le tue braccia (Force of Arms), regia di Michael Curtiz (1951)
- Trieste mia!, regia di Mario Costa (1951)
- 5ª Squadriglia Hurricanes (Angels One Five), regia di George More O'Ferrall (1951)
- Il cacciatorpediniere maledetto (The Gift Horse), regia di Compton Bennett (1952)
- L'altra bandiera (Operation Secret), regia di Lewis Seiler (1952)
- Carica eroica, regia di Francesco De Robertis (1952)
- Giochi proibiti (Jeux interdits), regia di René Clément (1952)
- L'autocolonna rossa (Red Ball Express), regia di Budd Boetticher (1952)
- L'isola del peccato (Saturday Island), regia di Stuart Heisler (1952)
- Nessuno ha tradito, regia di Roberto Bianchi Montero (1952)
- Ombre su Trieste, regia di Nerino Florio Bianchi (1952)
- Otto uomini di ferro (Eight Iron Men), regia di Edward Dmytryk (1952)
- Penne nere, regia di Oreste Biancoli (1952)
- Stalag 17, regia di Billy Wilder (1953)
- I sette dell'Orsa maggiore, regia di Francesco De Robertis (1953)
- Una storia di guerra (Malta Story), regia di Brian Desmond Hurst (1953)
- Berretti rossi (The Red Beret), regia di Terence Young (1954)
- Canaris, regia di Alfred Weidenmann (1954)
- I guastatori delle dighe (The Dam Busters), regia di Michael Anderson (1954)
- La grande speranza, regia di Duilio Coletti (1954)
- Le armi del re (Lilacs in the Spring), regia di Herbert Wilcox (1954)
- Mizar (Sabotaggio in mare), regia di Francesco De Robertis (1954)
- Siluri umani, regia di Antonio Leonviola (1954)
- Uomini ombra, regia di Francesco De Robertis (1954)
- 08/15 Kaputt (08/15 Teil 1: In der Kaserne), regia di Paul May (1955)
- Accadde il 20 luglio (Es geschah am 20 Juli), regia di Georg Wilhelm Pabst (1955)
- All'est si muore (Kinder, Mütter und ein General), regia di László Benedek (1955)
- All'inferno e ritorno (To Hell and Back), regia di Jesse Hibbs (1955)
- Berlin - Tokyo operazione spionaggio (Verrat an Deutschland), regia di Veit Harlan (1955)
- Gli sbandati, regia di Citto Maselli (1955)
- Il generale del diavolo (Des Teufels General), regia di Helmut Käutner (1955)
- Il prezzo della gloria, regia di Antonio Musu (1955)
- Il soldato sconosciuto (Tuntematon sotilas), regia di Edvin Laine (1955)
- L'ultimo atto (Der letzte Akt), regia di Georg Wilhelm Pabst (1955)
- Operazione Commandos (They Who Dare), regia di Lewis Milestone (1955)
- Operazione walkiria (Der 20. Juli), regia di Falk Harnack (1955)
- Bader il pilota (Reach for the Sky), regia di Lewis Gilbert (1956)
- Ciao, pais..., regia di Osvaldo Langini (1956)
- Il grido delle aquile (Screaming Eagles), regia di Charles F. Haas (1956)
- L'uomo che non è mai esistito (The Man Who Never Was), regia di Ronald Neame (1956)
- La strana guerra del sottufficiale Asch (08/15 - II Teil), regia di Paul May (1956)
- La valle della pace (Dolina miru), regia di France Štiglic (1956)
- Londra chiama Polo Nord, regia di Duilio Coletti (1956)
- Operazione fifa (Private's Progress), regia di John Boulting (1956)
- Operazione Normandia (D-Day the Sixth of June), regia di Henry Koster (1956)
- Prima linea (Attack!), regia di Robert Aldrich (1956)
- Sopravvissuti: 2 (The Cockleshell Heroes), regia di José Ferrer (1956)
- Un condannato a morte è fuggito (Un condamné à mort s'est échappé), regia di Robert Bresson (1956)
- Colpo di mano a Creta (Ill Met by Moonlight), regia di Michael Powell e Emeric Pressburger (1957)
- Il cielo brucia, regia di Giuseppe Masini (1957)
- La donna che venne dal mare, regia di Francesco De Robertis (1957)
- La giungla degli implacabili (The Colditz Story), regia di Guy Hamilton (1957)
- Nove vite (Ni liv), regia di Arne Skouen (1957)
- Ordine segreto del III Reich (Nachts, wenn der Teufel kam), regia di Robert Siodmak (1957)
- Sfida agli inglesi (The One That Got Away), regia di Roy Ward Baker (1957)
- I dannati di Varsavia (Kanał), regia di Andrzej Wajda (1957)
- Obiettivo Butterfly (The Safecracker), regia di Ray Milland (1957)
- Cenere e diamanti (Popiół i diament), regia di Andrzej Wajda (1958)
- Due volte non si muore (Unruhige Nacht), regia di Falk Harnack (1958)
- Dunkerque (Dunkirk), regia di Leslie Norman (1958)
- Eroica, regia di Andrzej Munk (1958)
- I diavoli verdi di Montecassino (Die grünen Teufel von Monte Cassino), regia di Harald Reinl (1958)
- I giovani leoni (The Young Lions), regia di Edward Dmytryk (1958)
- Il falso generale (Imitation General), regia di George Marshall (1958)
- La battaglia del V-1 (The Battle of the V.1), regia di Vernon Sewell (1958)
- Scuola di spie (Carve Her Name with Pride), regia di Lewis Gilbert (1958)
- Tempo di vivere (A Time to Love and a Time to Die), regia di Douglas Sirk (1958)
- Amsterdam operazione diamanti (Operation Amsterdam), regia di Michael McCarthy (1959)
- Babette va alla guerra (Babette s'en va-t-en guerre), regia di Christian-Jaque (1959)
- Ballata di un soldato (Баллада о солдате), regia di Grigorij Naumovič Čuchraj (1959)
- Dieci secondi col diavolo (Ten Seconds to Hell), regia di Robert Aldrich (1959)
- Estate violenta, regia di Valerio Zurlini (1959)
- I sicari di Hitler (Geheimaktion schwarze Kapelle), regia di Ralph Habib (1959)
- Il generale Della Rovere, regia di Roberto Rossellini (1959)
- Il ponte (Die Brücke), regia di Bernhard Wicki (1959)
- Il principio superiore (Vyšší princip), regia di Jiří Krejčík (1959)
- La notte delle spie (La nuit des espions), regia di Robert Hossein (1959)
- La vacca e il prigioniero (La vache et le prisonnier), regia di Henri Verneuil (1959)
- Le colline dell'odio (The Angry Hills), regia di Robert Aldrich (1959)
- Lupi nell'abisso, regia di Silvio Amadio (1959)
- Stalingrado (Hulde wollt ihr ewig Leben), regia di Frank Wysbar (1959)
- Assalto della fanteria di montagna (Ski Troop Attack), regia di Roger Corman (1960)
- Era notte a Roma, regia di Roberto Rossellini (1960)
- Esecuzione in massa (The Enemy General), regia di George Sherman (1960)
- Il carro armato dell'8 settembre, regia di Gianni Puccini (1960)
- Il gobbo, regia di Carlo Lizzani (1960)
- Il passaggio del Reno (Le Passage du Rhin), regia di André Cayatte (1960)
- Jovanka e le altre (5 Branded Women), regia di Martin Ritt (1960)
- La ciociara, regia di Vittorio De Sica (1960)
- La lunga notte del '43, regia di Florestano Vancini (1960)
- Nella morsa della S.S. (Mein Schulefreund), regia di Robert Siodmak (1960)
- Storia di un disertore (Kirmes), regia di Wolfgang Staudte (1960)
- Strafbataillon 999, regia di Harald Philipp (1960)
- Tutti a casa, regia di Luigi Comencini (1960)
- Area B2: attacco! (Armored Command), regia di Byron Haskin (1961)
- Due tempi all'inferno (Két félidő a pokolban), regia di Zoltán Fábri (1961)
- I cannoni di Navarone (The Guns of Navarone), regia di Jack Lee Thompson (1961)
- I due marescialli, regia di Sergio Corbucci (1961)
- Il federale, regia di Luciano Salce (1961)
- La spia del secolo (Qui êtes-vous, Monsieur Sorge?), regia di Yves Ciampi (1961)
- La Tradotta (Der Transport), regia di Jürgen Roland (1961)
- Legge di guerra, regia di Bruno Paolinelli (1961)
- Léon Morin, prete (Léon Morin, prêtre), regia di Jean-Pierre Melville (1961)
- Mutter Courage und ihre Kinder, regia di Peter Palitzsch e Manfred Wekwerth (1961)
- Non uccidere (Tu ne tueras point), regia di Claude Autant-Lara (1961)
- Tiro al piccione, regia di Giuliano Montaldo (1961)
- Un giorno da leoni, regia di Nanni Loy (1961)
- Un pezzo grosso (Very Important Person), regia di Ken Annakin (1961)
- Una vita difficile, regia di Dino Risi (1961)
- Vincitori e vinti (Judgment at Nuremberg), regia di Stanley Kramer (1961)
- Amante di guerra (The War Lover), regia di Philip Leacock (1962)
- Certificato di nascita (Świadectwo urodzenia), regia di Stanisław Różewicz (1962)
- Dieci italiani per un tedesco (Via Rasella), regia di Filippo Walter Ratti (1962)
- I due colonnelli, regia di Steno (1962)
- I quattro cavalieri dell'Apocalisse (The Four Horsemen of the Apocalypse), regia di Vincente Minnelli (1962)
- I sequestrati di Altona, regia di Vittorio De Sica (1962)
- Il cambio della guardia, regia di Giorgio Bianchi (1962)
- Il falso traditore (The Counterfeit Traitor), regia di George Seaton (1962)
- Il giorno e l'ora (Le jour et l'heure), regia di René Clément (1962)
- Il giorno più lungo (The Longest Day), regia di Ken Annakin, Andrew Marton, Bernhard Wicki e Darryl F. Zanuck (1962)
- Il terzo tempo (Tретий тайм), regia di Evgenij Karelov (1962)
- Kozara - L'ultimo comando (Kozara, regia di Veljko Bulajić (1962)
- L'affondamento della Valiant (The Valiant), regia di Roy Ward Baker (1962)
- L'infanzia di Ivan (Иваново детство), regia di Andrej Tarkovskij e Eduard Abalov (1962)
- L'inferno è per gli eroi (Hell Is for Heroes), regia di Don Siegel (1962)
- La città prigioniera, regia di Mario Chiari e Joseph Anthony (1962)
- La guerra continua, regia di Leopoldo Savona (1962)
- Le strane licenze del caporale Dupont (Le Caporal épinglé), regia di Jean Renoir (1962)
- Le quattro giornate di Napoli, regia di Nanni Loy (1962)
- Parola d'ordine: coraggio (The Password Is Courage), regia di Andrew L. Stone (1962)
- Quando torna l'inverno (Un singe en hiver), regia di Henri Verneuil (1962)
- Un branco di vigliacchi, regia di Fabrizio Taglioni (1962)
- Face in the Rain, regia di Irvin Kershner (1963)
- Finché dura la tempesta (Beta Som), regia di Bruno Vailati (1963)
- I vincitori (The Victors), regia di Carl Foreman (1963)
- Il giorno e l'ora (Le jour et l'heure), regia di René Clément (1963)
- Il processo di Verona, regia di Carlo Lizzani (1963)
- Il terrorista, regia di Gianfranco De Bosio (1963)
- La grande fuga (The Great Escape) , regia di John Sturges (1963)
- L'ultimo treno da Vienna (Miracle of the White Stallions), regia di Arthur Hiller (1963)
- La battaglia di Engelchen (Smrt si říká Engelchen), regia di Ján Kadár e Elmar Klos (1963)
- 5 per la gloria (The Secret Invasion), regia di Roger Corman (1964)
- Il pasto delle belve (Le Repas des fauves), regia di Christian-Jaque (1964)
- Il treno (The Train), regia di John Frankenheimer e Arthur Penn (1964)
- Sette contro la morte (The Cavern), regia di Edgar G. Ulmer (1964)
- Squadriglia 633 (633 Squadron), regia di Walter Grauman (1964)
- Spionaggio a Gibilterra (Gibraltar), regia di Pierre Gaspard-Huit (1964)
- Tempo di guerra, tempo d'amore (The Americanization of Emily), regia di Arthur Hiller (1964)
- Week-end a Zuydcoote (Week-end à Zuydcoote), regia di Henri Verneuil (1964)
- Due marines e un generale, regia di Luigi Scattini (1965)
- Gli eroi di Telemark (The Heroes of Telemark), regia di Anthony Mann (1965)
- Il colonnello Von Ryan (Von Ryan's Express), regia di Mark Robson (1965)
- Il giorno dopo (Up from the Beach), regia di Robert Parrish (1965)
- Il negozio al corso (Obchod na korze), regia di Ján Kadár e Elmar Klos (1965)
- Italiani brava gente, regia di Giuseppe De Santis (1965)
- La battaglia dei giganti (Battle of the Bulge), regia di Ken Annakin (1965)
- La strada più lunga, regia di Nelo Risi (1965) Film TV
- Le soldatesse, regia di Valerio Zurlini (1965)
- Operazione Crossbow (Operation Crossbow), regia di Michael Anderson (1965)
- Papà, ma che cosa hai fatto in guerra? (What Did You Do in the War, Daddy?), regia di Blake Edwards (1965)
- Situazione disperata ma non seria (Situation Hopeless... But Not Serious), regia di Gottfried Reinhardt (1965)
- Tre (Tri), regia di Aleksandar Petrović (1965)
- Giorni freddi (Hideg napok), regia di András Kovacs (1966)
- Il tramonto degli eroi (Pierwsy dzien wolnosci), regia di Alexander Ford (1966)
- La linea di demarcazione (La ligne de démarcation), regia di Claude Chabrol (1966)
- Parigi brucia? (Paris brûle-t-il?), regia di René Clément (1966)
- Agli ordini del Führer e al servizio di Sua Maestà (Triple Cross), regia di Terence Young (1966)
- Andremo in città, regia di Nelo Risi (1966)
- La lunga marcia (La Longue Marche), regia di Alexandre Astruc (1966)
- Tre uomini in fuga (La Grande vadrouille), regia di Gérard Oury (1966)
- Treni strettamente sorvegliati (Ostře sledované vlaky), regia di Jiří Menzel (1966)
- Una carrozza per Vienna (Kočár do Vidnĕ), regia di Karel Kachyňa (1966)
- Dalle Ardenne all'inferno, regia di Alberto De Martino (1967)
- Il 13º uomo (Un homme de trop), regia di Costa-Gavras (1967)
- Il complotto di luglio, regia di Vittorio Cottafavi (1967)
- La 25ª ora (La Vingt-cinquième heure), regia di Henri Verneuil (1967)
- La battaglia dell'Oder (Весна на Одере), regia di Leon Nikolaevič Saakov (1967)
- La notte dei generali (The Night of the Generals), regia di Anatole Litvak (1967)
- Obiettivo Butterfly (The Safecracker), regia di Ray Milland (1967)
- Quella sporca dozzina (The Dirty Dozen), regia di Robert Aldrich (1967)
- Wehrmacht ora zero (Westerplatte), regia di Stanisław Różewicz (1967)
- Attacco alla costa di ferro (Attack on the Iron Coast), regia di Paul Wendkos (1968)
- Bourges operazione Gestapo (Le Franciscain de Bourges), regia di Claude Autant-Lara (1968)
- Dove osano le aquile (Where Eagles Dare), regia di Brian G. Hutton (1968)
- Giugno '44 - Sbarcheremo in Normandia, regia di León Klimovsky (1968)
- Guerra, amore e fuga (The Secret War of Harry Frigg), regia di Jack Smight (1968)
- Hell Raiders, regia di Larry Buchanan (1968)
- I sette fratelli Cervi, regia di Gianni Puccini (1968)
- L'uomo che mente (L'homme qui ment), regia di Alain Robbe-Grillet (1968)
- La brigata del diavolo (The Devil's Brigade), regia di Andrew V. McLaglen (1968)
- Lo sbarco di Anzio (Anzio ), regia di Duilio Coletti, Edward Dmytryk (1968)
- Rose rosse per il führer, regia di Fernando Di Leo (1968)
- Segni di vita (Lebenszeichen), regia di Werner Herzog (1968)
- Sinfonia di guerra (Counterpoint), regia di Ralph Nelson (1968)
- Testa di sbarco per otto implacabili, regia di Alfonso Brescia (1968)
- Un lungo giorno per morire (The Long Day's Dying), regia di Peter Collinson (1968)
- Camp 7 - Lager femminile (Love Camp 7), regia di Lee Frost (1969)
- La porta del cannone, regia di Leopoldo Savona (1969)
- Probabilità zero, regia di Maurizio Lucidi (1969)
- Ardenne '44, un inferno (Castle Keep), regia di Sydney Pollack (1969)
- Cinque per l'inferno, regia di Gianfranco Parolini (1969)
- Flashback, regia di Raffaele Andreassi (1969)
- Gli Sciacalli del Comandante Strasser (The Last Escape), regia di Walter Grauman (1969)
- I lunghi giorni delle aquile (Battle of Britain), regia di Guy Hamilton (1969)
- Il dito nella piaga, regia di Tonino Ricci (1969)
- Il ponte di Remagen (The Bridge at Remagen), regia di John Guillermin (1969)
- Il segreto di Santa Vittoria (The Secret of Santa Vittoria), regia di Stanley Kramer (1969)
- Inchiodate l'Armata sul Ponte (Most), regia di Hajrudin Krvavac (1969)
- L'armata degli eroi (L'Armée des ombres), regia di Jean-Pierre Melville (1969)
- L'urlo dei giganti (Operación Rommel), regia di León Klimovsky (1969)
- La battaglia d'Inghilterra, regia di Enzo G. Castellari (1969)
- La battaglia dell'ultimo panzer, regia di José Luis Merino (1969)
- La battaglia della Neretva (Bitka na Neretvi), regia di Veljko Bulajić (1969)
- La legione dei dannati, regia di Umberto Lenzi (1969)
- La resa dei conti: Dal gran consiglio al processo di Verona, (sceneggiato televisivo) regia di Marco Leto (1969)
- Operazione Aquila (Operation Cross Eagles), regia di Richard Conte (1969)
- Ora X - Pattuglia suicida, regia di Gaetano Quartararo (1969)
- Prima che venga l'inverno (Before Winter Comes), regia di J. Lee Thompson (1969)
- Quel giorno Dio non c'era, regia di Osvaldo Civirani (1969)
- Quel maledetto ponte sull'Elba (No importa morir), regia di León Klimovsky (1969)
- Sette eroiche carogne (Comando al infierno), regia di José Luis Merino (1969)
- Ultime lettere da Stalingrado (Lettres de Stalingrad), regia di Gilles Katz (1969)
- Gott mit uns (Dio è con noi), regia di Giuliano Montaldo (1969)
- Comma 22 (Catch-22), regia di Mike Nichols (1970)
- Corbari, regia di Valentino Orsini (1970)
- I girasoli, regia di Vittorio De Sica (1970)
- I guerrieri (Kelly's Heroes), regia di Brian G. Hutton (1970)
- I Leopardi di Churchill, regia di Maurizio Pradeaux (1970)
- I lupi attaccano in branco (Hornets' Nest), regia di Phil Karlson e Franco Cirino (1970)
- Il conformista, regia di Bernardo Bertolucci (1970)
- La colomba non deve volare, regia di Sergio Garrone (1970)
- La guerra sul fronte Est, regia di Tanio Boccia (1970)
- La squadriglia dei falchi rossi (Mosquito Squadron), regia di Boris Sagal (1970)
- Patton, generale d'acciaio (Patton), regia di Franklin Schaffner (1970)
- Quando suona la campana, regia di Luigi Batzella (1970)
- Quei dannati giorni dell'odio e dell'inferno, regia di Siro Marcellini (1970)
- Rangers: attacco ora X, regia di Roberto Bianchi Montero (1970)
- Rosolino Paternò, soldato..., regia di Nanni Loy (1970)
- Liberazione (Освобождение), regia di Jurij Ozerov (1970-1972)
- Scusi, dov'è il fronte? (Which Way to the Front?), regia di Jerry Lewis (1970)
- Un elmetto pieno di... fifa (Le Mur de l'Atlantique), regia di Marcel Camus (1970)
- Uomini e filo spinato (The McKenzie Break), regia di Lamont Johnson (1970)
- Il salvatore (Le Sauveur), regia di Michel Mardore (1971)
- La lunga ombra del lupo, regia di Gianni Manera (1971)
- Pomi d'ottone e manici di scopa (Bedknobs and Broomsticks), regia di Robert G. Stevenson (1971)
- Mattatoio 5 (Slaughterhouse-Five), regia di George Roy Hill (1972)
- Valter difende Sarajevo (Valter brani Sarajevo), regia di Hajrudin Krvavac (1972)
- Dov'è finita la 7ª compagnia? (Mais où est donc passée la septième compagnie?), regia di Robert Lamoureux (1973)
- Eroi all'inferno, regia di Joe D'Amato (1973)
- Gli eroi, regia di Duccio Tessari (1973)
- Gli ultimi 10 giorni di Hitler (Hitler: The Last Ten Days), regia di Ennio De Concini (1973)
- Il bunker (The Blockhouse), regia di Clive Rees (1973)
- In battaglia vanno solo i vecchi (В бой идут одни «старики»), regia di Leonid Fёdorovič Bykov (1973)
- La quinta offensiva (Sutjeska), regia di Stipe Delic (1973)
- La villeggiatura, regia di Marco Leto (1973)
- Libera, amore mio!, regia di Mauro Bolognini (1973)
- Noi due senza domani (Le train), regia di Pierre Granier-Deferre (1973)
- Polvere di stelle, regia di Alberto Sordi (1973)
- Rappresaglia, regia di George Pan Cosmatos (1973)
- Cognome e nome: Lacombe Lucien (Lacombe Lucien), regia di Louis Malle (1974)
- I cannoni tuonano ancora, regia di Sergio Colasanti e Joseph Lerner (1974)
- I violini del ballo (Les violons du bal), regia di Michel Drach (1974)
- Mussolini ultimo atto, regia di Carlo Lizzani (1974)
- Salvo D'Acquisto, regia di Romolo Guerrieri (1974)
- Soffici letti, dure battaglie (Soft Beds, Hard Battles), regia di Roy Boulting (1974)
- E l'alba si macchiò di rosso (Operation Daybreak), regia di Lewis Gilbert (1975)
- Frau Marlene (Le vieux fusil), regia di Robert Enrico (1975)
- Hanno combattuto per la patria (Они сражались за родину), regia di Sergej Bondarčuk (1975)
- Ilsa la belva delle SS (Ilsa, She Wolf of the SS), regia di Don Edmonds (1975)
- L'affare della Sezione Speciale (Section spéciale), regia di Costa-Gavras (1975)
- L'ultimo giorno di scuola prima delle vacanze di Natale, regia di Gian Vittorio Baldi (1975)
- Operazione Overlord (Overlord), regia di Stuart Cooper (1975)
- Salò o le 120 giornate di Sodoma, regia di Pier Paolo Pasolini (1975)
- L'Agnese va a morire, regia di Giuliano Montaldo (1976)
- La notte dell'aquila (The Eagle Has Landed), regia di John Sturges (1976)
- Novecento, regia di Bernardo Bertolucci (1976)
- Salon Kitty, regia di Tinto Brass (1976)
- Venti giorni senza guerra (Двадцать дней без войны), regia di Aleksej Jur'evič German (1976)
- Hitler, un film dalla Germania (Hitler, ein Film aus Deutschland), regia di Hans-Jürgen Syberberg (1977)
- L'ascesa (Восхождение), regia di Larisa Shepitko (1977)
- La croce di ferro (Cross of Iron), regia di Sam Peckinpah (1977)
- Raus Kammaraden (Alle Menschen werden Brüder), regia di Alfred Vohrer (1977)
- Soldato d'Orange (Soldaat van Oranje), regia di Paul Verhoeven (1977)
- Sud'ba (Судьба), regia di Evgenij Semёnovič Matveev (1977)
- Quel maledetto treno blindato, regia di Enzo G. Castellari (1977)
- Quell'ultimo ponte (A Bridge Too Far), regia di Richard Attenborough (1977)
- Tomka e i suoi amici (Tomka dhe shokët e tij), regia di Xhanfise Keko (1977)
- Forza 10 da Navarone (Force 10 from Navarone), regia di Guy Hamilton (1978)
- Il grande attacco, regia di Umberto Lenzi (1978)
- Obiettivo Brass (Brass Target), regia di John Hough (1978)
- Occupazione in ventisei quadri (Okupacija u 26 slika), regia di Lordan Zafranović (1978)
- Amici e nemici (Escape to Athena), regia di George Pan Cosmatos (1979)
- Casablanca Passage (The Passage), regia di J. Lee Thompson (1979)
- Contro 4 bandiere, regia di Umberto Lenzi (1979)
- Dalla nube alla resistenza, regia di Jean-Marie Straub (1979)
- La giacca verde, regia di Franco Giraldi (1979)
- Specchio per le allodole (Breakthrough), regia di Andrew V. McLaglen (1979)
- Un uomo chiamato Intrepido (A man called Intrepid), regia di Peter Carter (1979)
- Una strada, un amore (Hanover Street), regia di Peter Hyams (1979)
- Yankees (Yanks), regia di John Schlesinger (1979)
- Chi è che canta laggiù (Ко то тамо пева), regia di Slobodan Šijan (1980)
- Germania pallida madre (Deutschland, bleiche Mutter), regia di Helma Sanders Brahms (1980)
- Il grande uno rosso (The Big Red One), regia di Samuel Fuller (1980)
- Lili Marleen, regia di Rainer Werner Fassbinder (1980)
- L'ultimo metrò (Le dernier métro), regia di François Truffaut (1980)
- Olimpiadi 40 (Olimpiada 40), regia di Andrzej Kotkowski (1980)
- Tenere cugine (Tendres Cousines), regia di David Hamilton (1980)
- Solo (Соло), regia di Konstantin Sergeevič Lopušanskij (1980)
- Uomini e no, regia di Valentino Orsini (1980)
- Bunker (The Bunker), regia di George Schaefer (1981)
- Fuga per la vittoria (Victory), regia di John Huston (1981)
- La cruna dell'ago (Eye of the Needle), regia di Richard Marquand (1981)
- La pelle, regia di Liliana Cavani (1981)
- La ragazza dai capelli rossi (Het meisje met het rode haar), regia di Ben Verbong (1981)
- Nido di spie (Teheran 43), regia di Aleksandr Aleksandrovič Alov e Vladimir Naumov (1981)
- Ciao nemico, regia di Enzo Barboni (1982)
- La notte di San Lorenzo, regia di Paolo e Vittorio Taviani (1982)
- Another Time, Another Place - Una storia d'amore (Another Time, Another Place), regia di Michael Radford (1983)
- Il generale dell'armata morta, regia di Luciano Tovoli (1983)
- Il grande trasporto (Veliki transport), regia di Veljko Bulajić (1983)
- La fortezza (The Keep), regia di Michael Mann (1983)
- Un amore in Germania (Eine Liebe in Deutschland), regia di Andrzej Wajda (1983)
- Caccia al Re (To Catch a King), regia di Clive Donner (1984)
- Claretta, regia di Pasquale Squitieri (1984)
- Notti e nebbie, regia di Marco Tullio Giordana (1984)
- Il sangue degli altri (Le sang des autres), regia di Claude Chabrol (1984)
- Io e il duce, regia di Alberto Negrin (1985)
- Quella sporca dozzina II (The Dirty Dozen: Next Mission), regia di Andrew V. McLaglen (1985)
- Va' e vedi (Иди и смотри), regia di Elem Germanovič Klimov (1985)
- Assault (De aanslag), regia di Fons Rademakers (1986)
- La Storia, regia di Luigi Comencini (1986)
- Un ponte per l'inferno, regia di Umberto Lenzi (1986)
- Anni '40 (Hope and Glory), regia di John Boorman (1987)
- Battaglione di disciplina (The Misfit Brigade), regia di Gordon Hessler (1987)
- Le lunghe ombre, regia di Gianfranco Mingozzi (1987)
- Quella sporca dozzina - Missione mortale (The Dirty Dozen: The Deadly Mission), regia di Lee H. Katzin (1987)
- Tempi di guerra, regia di Umberto Lenzi (1987)
- Il decimo uomo (The Tenth Man), regia di Jack Gold (1988)
- La grande fuga 2 (The Great Escape II - The Untold Story), regia di Paul Wendkos (1988)
- Quella sporca dozzina - Missione nei Balcani (The Dirty Dozen: The Fatal Mission), regia di Lee H. Katzin (1988)
- La bottega dell'orefice, regia di Michael Anderson (1989)
- The Winter War (Talvisota), regia di Pekka Parikka (1989)
- La Notte dei generali (Night of the Fox), regia di Charles Jarrott (1990)
- Memphis Belle, regia di Michael Caton-Jones (1990)
- Uranus, regia di Claude Berri (1990)
- Mediterraneo, regia di Gabriele Salvatores (1991)
- Una questione privata, regia di Alberto Negrin (1991)
- Uova di garofano, regia di Silvano Agosti (1991)
- Berlino '39, regia di Sergio Sollima (1992)
- For a Lost Soldier (Voor een verloren soldaat), regia di Roeland Kerbosch (1992)
- L'accompagnatrice (L'accompagnatrice), regia di Claude Miller (1992)
- Vicino alla fine (A Midnight Clear), regia di Keith Gordon (1992)
- Stalingrad, regia di Joseph Vilsmaier (1993)
- Swing Kids - Giovani ribelli (Swing Kids), regia di Thomas Carter (1993)
- Cari fottutissimi amici, regia di Mario Monicelli (1994)
- Il soldato molto semplice Ivan Chonkin (Zivot a neobycejna dobrodruzstvi vojaka Ivana Conkina), regia di Jiří Menzel (1994)
- Normandia: passaporto per morire  (Fall for Grace), regia di Waris Hussein (1994)
- I miserabili (Les misérables), regia di Claude Lelouch (1995)
- I ragazzi di Tuskegee (The Tuskegee Airmen), regia di Robert Markowitz (1995)
- Io e il re, regia di Lucio Gaudino (1995)
- Nemici d'infanzia, regia di Luigi Magni (1995)
- Soldato ignoto, regia di Marcello Aliprandi (1995)
- Il paziente inglese (The English Patient), regia di Anthony Minghella (1996)
- L'orco - The Ogre (Der Unhold), regia di Volker Schlöndorff (1996)
- Ninfa plebea, regia di Lina Wertmüller (1996)
- Pizzicata, regia di Edoardo Winspeare (1996)
- Porzûs, regia di Renzo Martinelli (1997)
- Aimée & Jaguar (Aimée und Jaguar), regia di Max Färberböck (1998)
- Battaglia all'inferno (When Trumpets Fade), regia di John Irvin (1998)
- I piccoli maestri, regia di Daniele Luchetti (1998)
- Salvate il soldato Ryan (Saving Private Ryan), regia di Steven Spielberg (1998)
- Sos laribiancos, regia di Piero Livi (1999)
- Tre Stelle, regia di Pier Francesco Pingitore (1999)
- Un tè con Mussolini (Tea with Mussolini), regia di Franco Zeffirelli (1999)
- I nostri anni, regia di Daniele Gaglianone (2000)
- Il partigiano Johnny, regia di Guido Chiesa (2000)
- Il processo di Norimberga (Nuremberg), regia di Yves Simoneau (2000)
- Malèna, regia di Giuseppe Tornatore (2000)
- The Man Who Cried - L'uomo che pianse (The Man Who Cried), regia di Sally Potter (2000)
- A torto o a ragione (Taking Sides), regia di István Szabó (2001)
- Band of Brothers - Fratelli al fronte (Band of Brothers), regia di Loncraine e Salomon e Nutter e Hanks e Leland e Frankel e To - serie TV (2001)
- Enigma, regia di Michael Apted (2001)
- I giorni dell'amore e dell'odio – Cefalonia, regia di Claver Salizzato (2001)
- Il nemico alle porte (Enemy at the Gates), regia di Jean-Jacques Annaud (2001)
- Il mandolino del capitano Corelli (Captain Corelli's Mandolin), regia di John Madden (2001)
- Sword of Honour, regia di Bill Anderson (2001)
- Terrarossa, regia di Giorgio Molteni (2001)
- Dark Blue World (Tmavomodrý svět), regia di Jan Svěrák (2001)
- Kukushka - Disertare non è reato (Кукушка), regia di Aleksandr Rogožkin (2002)
- Sotto corte marziale (Hart's War), regia di Gregory Hoblit (2002)
- Texas 46, regia di Giorgio Serafini (2002)
- La guerra è finita, regia di Lodovico Gasparini (2002)
- Luparella, regia di Giuseppe Bertolucci (2002)
- Senso '45, regia di Tinto Brass (2002)
- Storia di guerra e d'amicizia, regia di Fabrizio Costa (2002)
- Saints and Soldiers, regia di Ryan Little (2003)
- Salvo D'Acquisto, regia di Alberto Sironi (2003)
- A luci spente, regia di Maurizio Ponzi (2004)
- Stauffenberg - Attentato a Hitler  (Stauffenberg), regia di Jo Baier (2004)
- Gioco di donna (Head In The Clouds), regia di John Duigan (2004)
- L'alba del D-Day (Ike: Countdown to D-Day), regia di Robert Harmon (2004)
- La caduta - Gli ultimi giorni di Hitler (Der Untergang), regia di Oliver Hirschbiegel (2004)
- I ragazzi del Reich (Napola - Elite für den Führer), regia di Dennis Gansel (2004)
- Cefalonia, regia di Riccardo Milani (2005)
- La Rosa Bianca - Sophie Scholl (Sophie Scholl - Die letzten Tage), regia di Marc Rothemund (2005)
- Liberata, regia di Philippe Carrese (2005)
- The Last Drop, regia di Colin Teague (2005)
- Black Book (Zwartboek) , regia di Paul Verhoeven (2006)
- Days of Glory (Indigènes), regia di Rachid Bouchareb (2006)
- Dresda (Dresden), regia di Roland Suso Richter (2006)
- La buona battaglia - Don Pietro Pappagallo, regia di Gianfranco Albano (2006)
- The Haunted Airman, regia di Chris Durlacher (2006)
- Katyn (Katyń), regia di Andrzej Wajda (2007)
- Female agents (Femmes de l'ombre), regia di Jean-Paul Salomé (2008)
- Il papà di Giovanna, regia di Pupi Avati (2008)
- Il sangue dei vinti, regia di Michele Soavi (2008)
- L'ombra del nemico (Flammen & Citronen), regia di Ole Christian Madsen (2008)
- Miracolo a Sant'Anna (Miracle at St. Anna), regia di Spike Lee (2008)
- Operazione Valchiria (Valkyrie), regia di Bryan Singer (2008)
- Sanguepazzo, regia di Marco Tullio Giordana (2008)
- Una donna a Berlino (Anonyma - Eine Frau in Berlin), regia di Max Färberböck (2008)
- Winter in Wartime (Oorlogswinter), regia di Martin Koolhoven (2008)
- Attacco a Leningrado (Leningrad), regia di Aleksandr Buravsky (2009)
- Bastardi senza gloria (Inglourious Basterds), regia di Quentin Tarantino (2009)
- Il sole tramonta a mezzanotte, regia di Christian Canderan (2009)
- Into the Storm - La guerra di Churchill (Into the Storm), regia di Thaddeus O'Sullivan (2009)
- L'Armée du Crime, regia di Robert Guédiguian (2009)
- L'uomo che verrà, regia di Giorgio Diritti (2009)
- Age of Heroes, regia di Adrian Vitoria (2010)
- The Way Back, regia di Peter Weir (2010)
- Captain America - Il primo Vendicatore (Captain America: The First Avenger), regia di Joe Johnston (2011)
- Il cacciatore di anatre, regia di Egidio Veronesi (2011)
- il generale Della Rovere, regia di Carlo Carlei - miniserie tv (2011)
- Les Hommes libres, regia di Ismaël Ferroukhi (2011)
- Return to the Hiding Place, regia di Peter C. Spencer e Josiah Spencer (2011)
- Róża, regia di Wojciech Smarzowski (2011)
- Anime nella Nebbia (В тумане), regia di Serhij Loznycja (2012)
- Appartamento ad Atene, regia di Ruggero Dipaola (2012)
- Battle Force, regia di Scott Martin (2012)
- Hans Kloss: More Than Death at Stake (Hans Kloss. Stawka Wieksza Niz Smierc), regia di Patryk Vega (2012)
- Prigionieri del ghiaccio (Into the White), regia di Petter Næss (2012)
- Red Tails, regia di Anthony Hemingway (2012)
- Rommel, regia di Nikolaus Stein von Kamienski (2012)
- 1939 Battle of Westerplatte (Tajemnica Westerplatte), regia di Paweł Chochlew (2013)
- Angel of The Skies - Battaglia nei Cieli (Angel of The Skies), regia di Christopher Lee dos Santos (2013)
- Company of Heroes, regia di Don Michael Paul (2013)
- Generation War (Unsere Mütter unsere Väter), regia di Philipp Kadelbach (2013) film tv
- Il grande quaderno (A nagy füzet), regia di János Szász (2013)
- Stalingrad, regia di Fëdor Bondarčuk (2013)
- Walking with the Enemy, regia di Mark Schmidt (2013)
- A testa alta - I martiri di Fiesole, regia di Maurizio Zaccaro - film TV (2014)
- Diplomacy - Una notte per salvare Parigi (Diplomatie), regia di Volker Schlöndorff (2014)
- Fury, regia di David Ayer (2014)
- Il segreto di Italia, regia di Antonello Belluco (2014)
- Warsaw 44 (Miasto 44), regia di Jan Komasa (2014)
- Monuments Men (The Monuments Men), regia di George Clooney (2014)
- Road 47 (A Estrada 47), regia di Vicente Ferraz (2014)
- Suite Francese (Suite française), regia di Saul Dibb (2014)
- The Imitation Game, regia di Morten Tyldum (2014)
- 1944, regia di Elmo Nüganen (2015)
- Accada quel che accada (En mai, fais ce qu'il te plaît), regia di Christian Carion (2015)
- April 9th (9. April), regia di Roni Ezra (2015)
- Bastardi di guerra (War Pigs), regia di Ryan Little (2015)
- Elser - 13 minuti che non cambiarono la storia (Elser – Er hätte die Welt verändert), regia di Oliver Hirschbiegel (2015)
- Land of Mine - Sotto la sabbia (Under sandet), regia di Martin Zandvliet (2015)
- Ostaggi delle SS sulle Alpi (Wir, Geiseln der SS), regia di Crhistian Frey (2015)
- Resistance - La battaglia di Sebastopoli (Bitva za Sevastopol), regia di Sergey Mokritskiy (2015)
- Una notte con la regina (A Royal Night Out), regia di Julian Jarrold (2015)
- 28 panfilovcev (Двадцать восемь панфиловцев), regia di Kim Družinin e Andrej Šal'opa (2016)
- Allied - Un'ombra nascosta (Allied), regia di Robert Zemeckis (2016)
- In guerra per amore, regia di Pierfrancesco Diliberto (2016)
- L'amore oltre la guerra (The Exception), regia di David Leveaux (2016)
- L'esercito di papà (Dad's Army), regia di Oliver Parker (2016)
- La guerra di Sonson (Chosen), regia di Jasmin Dizdar (2016)
- La rugiada di San Giovanni, regia di Christian Spaggiari (2016)
- Lettere da Berlino (Alone in Berlin), regia di Vincent Pérez (2016)
- La scelta del re (Kongens) regia di Erik Poppe (2016)
- L'ora più bella (Their Finest), regia di Lone Scherfig (2016)
- Missione Anthropoid (Anthropoid), regia di Sean Ellis (2016)
- Onore e lealtà (My Honor Was Loyalty), regia di Alessandro Pepe (2016)
- Operazione Valchiria 2 - L'alba del Quarto Reich (Beyond Valkyrie: Dawn of the 4th Reich), regia di Claudio Fäh (2016)
- Caccia la 12° uomo (Den 12. mann), regia di Harald Zwart (2017)
- Churchill, regia di Jonathan Teplitzky (2017)
- Der Hauptmann, regia di Robert Schwentke (2017)
- Dunkirk, regia di Christopher Nolan (2017)
- Il giocatore di scacchi (El jugador de ajedrez), regia di Luis Oliveros (2017)
- L'ora più buia (Darkest Hour), regia di Joe Wright (2017)
- L'uomo dal cuore di ferro (The Man with the Iron Heart), regia di Cédric Jimenez (2017)
- Lupi sul Senio, regia di Massimo Lombroso (2017)
- Una questione privata, regia di Paolo e Vittorio Taviani (2017)
- Hurricane, regia di David Blair (2018)
- Il banchiere della resistenza (Bankier van het Verzet), regia di Joram Lürsen (2018)
- Il club del libro e della torta di bucce di patata di Guernsey (The Guernsey Literary and Potato Peel Pie Society), regia di Mike Newell (2018)
- Nazi Overlord, regia di Rob Pallatina (2018)
- Opera senza autore (Werk ohne Autor), regia di Florian Henckel von Donnersmarck (2018)
- Overlord regia di Julius Avery (2018)
- Red Land (Rosso Istria), regia di Maximiliano Hernando Bruno (2018)
- Il ricevitore è la spia (The Catcher was a Spy), regia di Ben Lewin (2018)
- La donna dello scrittore (Transit), regia di Christian Petzold (2018)
- The Last Witness - L'ultimo testimone (The Last Witness), regia di Piotr Szkopiak (2018)
- Quando le mani si sfiorano, regia di Amma Asante (2018)
- Winter War, regia di David Aboucaya (2018)
- Wunderland, regia di Luke Schuetzle (2018)
- 1941- Fuga da Leningrado (Spasti Leningrad), regia di Aleksey Kozlov (2019)
- 1944 - La battaglia di Cassino (Peace), regia di Robert David Port (2019)
- Aquile randagie, regia di Gianni Aureli (2019)
- Catch-22, regia di George Clooney, Grant Heslov e Ellen Kuras - miniserie televisiva (2019)
- Il caso Collini (Der Fall Collini), regia di Marco Kreuzpaintner (2019)
- La conseguenza (The Aftermath), regia di James Kent (2019)
- La spia della resistenza (Kurier), regia di Wladyslaw Pasikowski (2019)
- La spia (Spionen), regia di Jens Jønsson (2019)
- La vita nascosta - Hidden Life (A Hidden Life), regia di Terrence Malick (2019)
- Le spie di Churchill (A Call to Spy), regia di Lydia Dean Pilcher (2019)
- L'ultimo Vermeer (The Last Vermeer), regia di Dan Friedkin (2019)
- T-34 - Eroi d'acciaio (T-34), regia di Aleksej Sidorov (2019)
- The Keeper La leggenda di un portiere (The Keeper), regia di Marcus H. Rosenmüller (2019)
- De Gaulle, regia di Gabriel Le Bomin (2020)
- Gli ultimi eroi (Подольские курсанты), regia di Vadim Šmelёv (2020)
- Il disertore (Der Überläufer), regia di Florian Gallenberger (2020)
- La battaglia dimenticata (De Slag om de Schelde), regia di Matthijs van Heijningen Jr. (2020)
- Sei minuti a mezzanotte (Six Minutes to Midnight), regia di Andy Goddard (2020)
- The Liberator, regia di Grzegorz Jonkajtys - miniserie televisiva (2020)
- Freaks Out, regia di Gabriele Mainetti (2021)
- L'arma dell'inganno - Operation Mincemeat (Operation Mincemeat), regia di John Madden (2021)
- The Match - La grande partita (The Match), regia di Dominik Sedlar e Jakov Sedlar (2021)
- Un'ombra negli occhi (Skyggen i mit øje), regia di Ole Bornedal (2021)
- Red Ghost: The Nazi Hunter (Krasnyj prizrak), regia di Andrej Bogatyrёv (2021)
- 1943 - Il filo della libertà (Burning at Both Ends), regia di Matthew Hill e Landon Johnson (2022)
- C'era una volta il crimine, regia di Massimiliano Bruno (2022)
- Il Cacciatore di nazisti (Nazijäger - Reise in die Finsternis), regia di Raymond Ley (2022)
- La conferenza (Die Wannseekonferenz), regia di Matti Geschonneck (2022)
- Narvik (Kampen om Narvik), regia di Erik Skjoldbjaerg (2022)
- Rapiniamo il duce, regia di Renato De Maria (2022)
- Spitfire over Berlin - Fuoco su Berlino (Spitfire over Berlin), regia di Callum Burn (2022)
- Blood & Gold, regia di Peter Thorwarth (2023)
- Comandante, regia di Edoardo De Angelis (2023)
- La Seconda via, regia di Alessandro Garilli (2023)
- Lee, regia di Ellen Kuras (2023)
- Blitz, regia di Steve McQueen (2024)
- Il ministero della guerra sporca (The Ministry of Ungentlemanly Warfare), regia di Guy Ritchie (2024)
- Berlino, estate '42 (In Liebe, Eure Hilde), regia di Andreas Dresen (2024)
- La lunga notte - La caduta del Duce, regia di Giacomo Campiotti - miniserie televisiva (2024)
- La Rosa dell'Istria, regia di Tiziana Aristarco (2024)
- Masters of the Air, registi vari - miniserie televisiva (2024)
- Vermiglio, regia di Maura Delpero (2024)

### Africa e Medio Oriente
- Uragano ai tropici, regia di Luigi Talamo e Pier Luigi Faraldo (1940)
- Inferno nel deserto (Sundown). regia di Henry Hathaway (1941)
- Bengasi, regia di Augusto Genina (1942)
- Casablanca, regia di Michael Curtiz (1942)
- Giarabub, regia di Goffredo Alessandrini (1942)
- I ribelli del Sahara (A Yank in Libya), regia di Al Herman (1942)
- Il canto del deserto (The Desert Song), regia di Robert Florey (1943)
- Passaporto per Suez (Passport to Suez), regia di André De Toth (1943)
- Sahara, regia di Zoltán Korda (1943)
- I cinque segreti del deserto (Five Graves to Cairo), regia di Billy Wilder (1943)
- Il sergente immortale (Immortal Sergeant), regia di John M. Stahl (1943)
- La via della gloria (The Way Ahead), regia di Carol Reed (1944)
- Teheran, regia di William Freshman (1946)
- Codice d'onore (Beyond Glory), regia di John Farrow (1948)
- La lunga attesa (Homecoming), regia di Mervyn LeRoy (1948)
- Rommel, la volpe del deserto (The Desert Fox: The Story of Rommel), regia di Henry Hathaway (1951)
- Operazione Cicero (Five Fingers), regia di Joseph L. Mankiewicz (1952)
- I topi del deserto (The Desert Rats), regia di Robert Wise (1953)
- La pattuglia dell'Amba Alagi, regia di Flavio Calzavara (1953)
- Divisione Folgore, regia di Duilio Coletti (1954)
- El Alamein deserto di gloria, regia di Guido Malatesta (1957)
- Vittoria amara (Bitter Victory), regia di Nicholas Ray (1957)
- La battaglia segreta di Montgomery (I Was Monty's Double), regia di John Guillermin (1958)
- Mare di sabbia (Sea of Sand), regia di Guy Green (1958)
- Non c'è tempo per morire (No Time to Die), regia di Terence Young (1958)
- Birra ghiacciata ad Alessandria (Ice Cold in Alex), regia di Jack Lee Thompson (1959)
- Rommel chiama Cairo (Rommel ruft Kairo), regia di Wolfgang Schleif (1959)
- Un taxi per Tobrouk (Un taxi pour Tobrouk), regia di Denys de La Patellière (1960)
- I due nemici, regia di Guy Hamilton (1961)
- Pastasciutta nel deserto, regia di Carlo Ludovico Bragaglia (1962)
- La collina del disonore (The Hill), regia di Sidney Lumet (1965)
- Attentato ai tre grandi, regia di Umberto Lenzi (1967)
- Come ho vinto la guerra (How I Won the War), regia di Richard Lester (1967)
- Tobruk, regia di Arthur Hiller (1967)
- Commandos, regia di Armando Crispino (1968)
- La battaglia di El Alamein, regia di Calvin Jackson Padget (1968)
- La battaglia del deserto, regia di Mino Loy (1968)
- Uccidete Rommel, regia di Alfonso Brescia (1969)
- I diavoli della guerra, regia di Bitto Albertini (1969)
- I sette senza gloria (Play Dirty), regia di André De Toth (1969)
- Quella dannata pattuglia, regia di Roberto Bianchi Montero (1969)
- Emitaï, Dio del tuono (Emitaï), regia di Ousmane Sembène (1971)
- Attacco a Rommel (Raid on Rommel), regia di Henry Hathaway (1972)
- Scemo di guerra, regia di Dino Risi (1985)
- Campo Thiaroye (Camp de Thiaroye), regia di Ousmane Sembène (1987)
- Casablanca Express, regia di Sergio Martino (1989)
- Vette di libertà (The Ascent), regia di Donald Shebib (1994)
- El Alamein - La linea del fuoco, regia di Enzo Monteleone (2002)
- Le rose del deserto, regia di Mario Monicelli (2006)

### Shoah
- Lo straniero (The Stranger), regia di Orson Welles (1946)
- Fiamme su Varsavia (Ulica Graniczna), regia di Aleksander Ford (1948)
- L'ebreo errante, regia di Goffredo Alessandrini (1948)
- L'ultima tappa (Ostatni etap), regia di Wanda Jakubowska (1948)
- I perseguitati (The Juggler), regia di Edward Dmytryk (1953)
- In una notte così (I slik en natt), regia di Sigval Maartmann-Moe (1958)
- Il diario di Anna Frank (The Diary of Anne Frank), regia di George Stevens (1959)
- Stelle (Sterne), regia di Konrad Wolf (1959)
- Kapò, regia di Gillo Pontecorvo (1960)
- Giulietta, Romeo e le tenebre (Romeo, Julia a tma), regia di Jiří Weiss (1960)
- La guerra segreta di suor Katryn (Conspiracy of Hearts), regia di Ralph Thomas (1960)
- Nono cerchio (Deveti krug), regia di France Štiglic (1960)
- L'oro di Roma, regia di Carlo Lizzani (1961)
- Operazione Eichmann (Operation Eichmann), regia di Robert G. Springsteen (1961)
- La passeggera (Pasażerka), regia di Andrzej Munk (1964)
- Combattenti della notte (Cast a Giant Shadow), regia di Melville Shavelson (1966)
- Judith, regia di Daniel Mann (1966)
- Il giardino dei Finzi Contini, regia di Vittorio De Sica (1970)
- Paesaggio dopo la battaglia (Krajobraz po bitwie), regia di Andrzej Wajda (1970)
- Jakob il bugiardo (Jakob, der Lügner), regia di Frank Beyer (1975)
- Un sacchetto di biglie (Un sac de billes), regia di Jacques Doillon (1975)
- Mr. Klein (Monsieur Klein), regia di Joseph Losey (1976)
- Due donne un erede (Örökség), regia di Márta Mészáros (1980)
- Il diario di Anna Frank (The Diary of Anne Frank), regia di Boris Sagal (1980)
- Fania (Playing for Time) regia di Daniel Mann (1980)
- La barca è piena (Das Boot ist voll), regia di Markus Imhoof (1981)
- La scelta di Sophie (Sophie's Choice), regia di Alan J. Pakula (1982)
- Assisi Underground (The Assisi Underground), regia di Alexander Ramati (1984)
- La conferenza del Wannsee (Die Wannsee Konferenz), regia di Heinz Schrik (1984)
- La diciassettesima sposa (The 17th Bride), regia di Nadav Levitan (1985)
- Tornare per rivivere (Partir, revenir), regia di Claude Lelouch (1985)
- Fuga da Sobibor (Escape from Sobibor), regia di Jack Gold (1987)
- Arrivederci ragazzi (Au revoir les enfants), regia di Louis Malle (1987)
- Gli occhiali d'oro, regia di Giuliano Montaldo (1988)
- Dottor Korczak, regia di Andrzej Wajda
- Europa Europa, regia di Agnieszka Holland (1990)
- God afton, Herr Wallenberg, regia di Kjell Grede (1990)
- Vita per vita - Massimiliano Kolbe (Życie za życie. Maksymilian Kolbe), regia di Krzysztof Zanussi (1991)
- 18.000 giorni fa, regia di Gabriella Gabrielli (1993)
- Schindler's List - La lista di Schindler (Schindler's List), regia di Steven Spielberg (1993)
- Jona che visse nella balena, regia di Roberto Faenza (1993)
- La settima stanza (Siódmy pokój), regia di Márta Mészáros (1995)
- L'isola in via degli Uccelli (The Island on Bird Street), regia di Søren Kragh-Jacobsen (1997)
- La vita è bella, regia di Roberto Benigni (1997)
- La tregua, regia di Francesco Rosi (1997)
- Soleil (Soleil), regia di Roger Hanin (1997)
- Train de vie - Un treno per vivere (Train de vie), regia di Radu Mihăileanu (1998)
- Jakob il bugiardo (Jakob the Liar), regia di Peter Kassovitz (1999)
- Conspiracy - Soluzione finale (Conspiracy), regia di Frank Pierson (2001)
- Haven - Il rifugio (Haven), regia di John Gray (2001)
- La rivolta (Uprising), regia di Jon Avnet (2001)
- Nowhere in Africa (Nirgendwo in Afrika), regia di Caroline Link (2001)
- L'ultimo treno (Edges of the Lord), regia di Yurek Bogayevicz (2001)
- La guerra di Varian (Varian's War), regia di Lionel Chetwynd (2001)
- La storia di Anna Frank (Anne Frank: The Whole Story), regia di Robert Dornhelm (2001)
- The Grey Zone - La zona grigia (The Grey Zone), regia di Tim Blake Nelson (2001)
- Senza confini, regia di Fabrizio Costa (2001)
- Amen., regia di Costa-Gavras (2002)
- Il pianista (The Pianist), regia di Roman Polański (2002)
- Perlasca - Un eroe italiano, regia di Alberto Negrin - film TV (2002)
- Monsieur Batignole, regia di Gérard Jugnot (2002)
- Il segreto di Thomas, regia di Giacomo Battiato (2003)
- Rosenstrasse (Rosenstraße), regia di Margarethe von Trotta (2003)
- Il servo ungherese, regia di Giorgio Molteni (2004)
- Senza destino (Sorstalanság), regia di Lajos Koltai (2005)
- Fuga per la libertà - L'aviatore. regia di Carlo Carlei (2007)
- Il falsario - Operazione Bernhard (Die Fälscher), regia di Stefan Ruzowitzky (2007)
- Eichmann, regia di Robert Young (2007)
- Mein Führer - La veramente vera verità su Adolf Hitler (Mein Führer – Die wirklich wahrste Wahrheit über Adolf Hitler), regia di Dani Levy (2007)
- Spring 1941, regia di Uri Barbash (2008)
- The Poet, regia di Damian Lee (2008)
- The Reader - A voce alta (The Reader), regia di Stephen Daldry (2008)
- Blessed Is the Match - La vita e la morte di Hannah Senesh (Blessed Is the Match), regia di Roberta Grossman (2008)
- Hotel Meina, regia di Carlo Lizzani (2008)
- Il bambino con il pigiama a righe (The Boy in the Striped Pyjamas), regia di Mark Herman (2008)
- Defiance - I giorni del coraggio (Defiance), regia di Edward Zwick (2008)
- Il diario di Anna Frank (The Diary of Anne Frank), regia di Jon Jones (2009)
- Mi ricordo Anna Frank, regia di Alberto Negrin (2010)
- La chiave di Sara (Elle s'appelait Sarah), regia di Gilles Paquet-Brenner (2010)
- Vento di primavera (La rafle), regia di Roselyne Bosch (2010)
- In Darkness (W ciemności), regia di Agnieszka Holland (2011)
- La Guerra Dei Bottoni (La Nouvelle Guerre Des Boutons), regia di Christophe Barratier (2011)
- Belle & Sebastien (Belle et Sébastien), regia di Nicolas Vanier (2013)
- Storia di una ladra di libri (The Book Thief), regia di Brian Percival (2013)
- Colette - Un amore più forte di tutto , regia di Milan Cieslar (2013)
- Corri ragazzo corri (Lauf Junge lauf), regia di Pepe Danquart (2013)
- The German Doctor (Wakolda), regia di Lucía Puenzo (2013)
- Anita B., regia di Roberto Faenza (2014)
- Il labirinto del silenzio (Im Labyrinth des Schweigens), regia di Giulio Ricciarelli (2014)
- Il segreto del suo volto (Phoenix), regia di Christian Petzold (2014)
- Il figlio di Saul (Saul fia), regia di László Nemes (2015)
- Max e Hélène, regia di Giacomo Battiato (2015)
- Naked Among Wolves – Il bambino nella valigia (Nackt unter Wölfen), regia di Philipp Kadelbach (2015)
- Remember, regia di Atom Egoyan (2015)
- The Eichmann Show - Il processo del secolo (The Eichmann Show), regia di Paul Andrew Williams (2015)
- Woman in Gold, regia di Simon Curtis (2015)
- Anne Frank's Diary , regia di Hans Steinbichler (2016)
- Die Kinder der Villa Emma (Wir sind am Leben), regia di Nikolaus Leytner (2016)
- Il viaggio di Fanny (Le Voyage de Fanny), regia di Lola Doillon (2016)
- Riphagen, regia di Pieter Kuijpers (2016)
- 1945, regia di Ferenc Török (2017)
- Bye Bye Germany (Es war einmal in Deutschland ...), regia di Sam Garbarski (2017)
- La signora dello zoo di Varsavia (The Zookeeper's Wife), regia di Niki Caro (2017)
- Un Sacchetto Di Biglie (Un Sac De Billes), regia di Christian Duguay (2017)
- Il fotografo di Mauthausen (El fotografo de Mauthausen), regia di Mar Targarona (2018)
- Operation Finale regia di Chris Weitz (2018)
- Sobibor - La grande fuga (Sobibor), regia di Konstantin Jur'evič Chabenskij (2018)
- Jojo Rabbit, regia di Taika Waititi (2019)
- Lezioni di persiano (Persian Lessons),  regia di Vadim Perelman (2019)
- Nabarvené ptáče. regia di Václav Marhoul (2019)
- Resistance - La voce del silenzio (Resistance), regia di Jonathan Jakubowicz (2020)
- Un cielo stellato sopra il ghetto di Roma, regia di Giulio Base (2020)
- Zack - Cane Eroe (SHEPHERD: The Story of a Jewish Dog), regia di Lynn Roth (2020)
- Addio, signor Haffmann (Adieu Monsieur Haffmann), regia di Fred Cavayé (2021)
- Anna Frank, la mia migliore amica (Mijin Beste Vriendin Anne Frank), regia di Ben Sombogaart (2021)
- L'equilibrista con la stella, regia di Davide Campagna (2021)
- Bocche inutili, regia di Claudio Uberti (2022)
- La zona d'interesse (The Zone of Interest), regia di Jonathan Glazer (2023)
- L'ultima volta che siamo stati bambini, regia di Claudio Bisio (2023)
- One Life, regia di James Hawes (2023)
- Per un nuovo domani, regia di Luca Brignone (2023)
- Terezín, regia di Gabriele Guidi (2023)
- Wonder: White Bird (White Bird: A Wonder Story), regia di Marc Forster (2024)
- Il tatuatore di Auschwitz (The Tattooist of Auschwitz), regia di Tali Shalom-Ezer - miniserie televisiva (2024)